# АК-ЭВО
АК-ЭВОлюция — инициативная программа Концерна Калашников по доработке семейства стрелкового оружия, построенного на базе автомата Калашникова.

## История
Проект, предположительно, стартовал в 2018-м году. Первый известный патент изобретения по этой программе датируется 01.04.2019.

## Элементы АК-ЭВО
Результатами проекта являются различные элементы стрелкового оружия.

### Приклад
Приклад АК-ЭВО. Новый модульный телескопический шестипозиционный «Г-образный» универсальный приклад с улучшенной эргономикой с регулируемым по высоте затыльником. Приклад является штатным прикладом АК-12 (6П70М), АК-15 (6П71М), АК-19, ППК-20 и других образцов стрелкового оружия производства концерна Калашников.
До этого близкий к такому приклад был показан в составе 5,45 мм стрелкового комплекса модульного типа для подразделений СпН в 2018-м году.
Близкий к прикладу АК-ЭВО приклад с таким модулем и оригинальной щекой является штатным прикладом винтовки СВЧ. Впервые данная винтовка была показана в 2016-м году.
Близкий к прикладу АК-ЭВО приклад является штатным прикладом автоматов МА, АМ-17, АМБ-17 показанных в 2016-м и 2017-м годах соответственно.
Тем не менее, все из прикладов МА, АМ-17, АМБ-17, СВЧ имеют конструктивные отличия от приклада ЭВО. В ходе разработки и эксплуатации конструкция приклада менялась и на основе этого опыта был создан приклад ЭВО. Всего известно 4 варианта приклада ЭВО. Ранние варианты приклада ЭВО не имели регулируемого затыльника, обладали более длинной клавишей фиксации положений приклада. Позднее изменилась и форма пазов крепления модулей. Серийным станет только последний вариант.

### Модуль приклада
На приклад возможна установка модулей приклада. Известно два модуля.
Первый модуль был показан в 2018-м году в составе 5,45 мм стрелкового комплекса модульного типа для подразделений СпН в варианте ручного пулемёта. Такой модуль приклада приспосабливает приклад к использованию на пулемёте, делая обращение с оружием в положении лёжа удобнее и представляет из себя увеличение габаритов непосредственно приклада (не трубы приклада), позволяющее удержание приклада «слабой» рукой.
Второй модуль был показан в 2020-м году на пулемёте РПЛ-20 и АК-12 с элементами АК-ЭВО. Данный модуль конструктивно отличается от первого модуля. На модуль возможна установка щеки приклада.

### Щека приклада
Существует две регулируемые по вертикали щеки приклада.
Первая щека устанавливается непосредственно на трубу приклада ближе к ствольной коробке.
Вторая щека устанавливается на поздний модуль приклада.

### Предохранитель-переключатель режимов стрельбы
Существует три переводчика-предохранителя ЭВО.
Первый был показан на первом опубликованном фото АК-12 с элементами АК-ЭВО, второй — везде далее.
Первым конструктивным отличием этих двух вариантов является тот факт, что на первом фиксация положений предохранителя осуществлялась способом аналогичным 6Ч63.Сб11, в то время как второй вариант использует вариант фиксаций положений предохранителя аналогичный более ранним образцам вооружения построенным на базе АК. Второе — первый предохранитель имел кулачковый механизм, приводивший к тому, что только поворот флажка предохранителя мог перемещать предохранительный щиток (пылезащитную шторку), но не наоборот, отличающийся реализацией от более позднего варианта переводчика-предохранителя. Оба переводчика-предохранителя имеют флажки для управления переводчиком-предохранителем большим пальцем стреляющей руки с правой и левой стороны ствольной коробки.
Третий вариант был показан в 2021-м году на форуме «Армия-2021» на автоматах АК-12СП и АК-12СПК, пистолете-пулемёте ППК-20. Функционально он повторяет два предыдущих варианта.

### Цевьё
Металлическое цевьё с интерфейсом M-LOK. В отличие от штатного цевья АК-12, данное цевьё длиннее и оканчивается на переднем срезе газовой трубки. Цевьё имеет 6 слотов M-LOK с правой стороны, с левой стороны, с правой стороны под наклоном 45 градусов, с левой стороны под наклоном 45 градусов, с нижней стороны.

### Ствольная накладка
Металлическая ствольная накладка с интерфейсом M-LOK и планкой Пикатинни. В отличие от штатной ствольной накладки АК-12, данная ствольная накладка длиннее и оканчивается на переднем срезе газовой трубки. Планка Пикатинни выполнена заодно с газовой трубкой. С правой и левой стороны ствольной накладки расположено по 6 слотов M-LOK, но ближайший к ствольной коробке расположенный справа и слева выполняет роль паза для флажка фиксатора крышки ствольной коробки.
В 2021-м году был показан короткий вариант ствольной накладки, соответствующая стандартной ствольной накладке.

### Дульное устройство
Новое дульное устройство и новый вариант крепления дульного устройства.

## АК-12 с элементами АК-ЭВО
В 2020-м году были показаны два варианта автомата на базе АК-12 образца 2019-го года (6П70М) с элементами АК-ЭВО, не являющиеся серийными автоматами.
На первом установлены:
- Приклад ЭВО с поздним «пулемётным» модулем приклада, и щекой приклада, устанавливаемой на этот модуль;
- Новое дульное устройство;
- Первый вариант переводчика-предохранителя с выводом флажков предохранителя на обе стороны ствольной коробки;
- Длинное металлическое цевьё с интерфейсом M-LOK;
- Длинная металлическая ствольная накладка с интерфейсом M-LOK.

На втором установлены:
- Приклад ЭВО с щекой приклада ЭВО;
- ДТКП BoS Hunter на отличном от АК-12 креплении;
- Второй вариант переводчика-предохранителя с выводом флажков предохранителя на обе стороны ствольной коробки;
- Длинное металлическое цевьё с интерфейсом M-LOK;
- Длинная металлическая ствольная накладка с интерфейсом M-LOK.